# Classe King George V (1939)
Pour les autres classes de navires du même nom, voir Classe King George V.
La classe King George V est une classe de cuirassés de la Royal Navy durant la Seconde Guerre mondiale. Cinq navires de cette classe ont été lancés et mis en service, les HMS King George V et Prince of Wales en 1940, le HMS Duke of York en 1941, les HMS Howe et Anson en 1942.
Ces cinq navires ont servi durant la Seconde Guerre mondiale, d'abord dans les eaux européennes, en Atlantique et en Méditerranée, principalement contre la Kriegsmarine, accessoirement contre la Regia Marina, ensuite dans le Pacifique, contre la Marine impériale japonaise. À l'exception du Prince of Wales, coulé au large de la côte orientale de la Malaisie par des attaques aériennes japonaises en décembre 1941, ils ont été vendus pour la ferraille à la fin des années 1950.

## Contexte

### Du traité de Washington (1922) au premier traité naval de Londres (1930)
Selon les termes du traité de Washington de 1922, les constructions de cuirassés pour les marines de guerre du Royaume-Uni, des États-Unis d'Amérique, de l'empire du Japon, de la France et de l'Italie ont été limitées, quantitativement, qualitativement et dans le temps. Signé le 22 avril 1930, le traité naval de Londres étend la durée d'application du précédent traité jusqu'à fin 1936 et abaisse encore le nombre des cuirassés des trois principales parties signataires.
Aux termes des stipulations de ces deux traités, la flotte de cuirassés de la Marine Royale britannique était constituée de dix anciennes unités maintenues depuis la fin de la Première Guerre mondiale, la classe Queen Elizabeth et la classe Revenge, des deux croiseurs de bataille de la classe Renown, mis en service en 1916-17, et refondus au début des années 1920, du HMS Hood, mis en service en 1920, tous trois capables de filer 30 nœuds, et des deux unités de la classe Nelson, les cuirassés les plus puissamment armés du monde avec leurs neuf canons de 406 mm mais dont la vitesse est limitée à 23 nœuds. Avec son escadre de croiseurs de bataille, la Royal Navy dispose de bâtiments plus puissamment armés et mieux protégés que les croiseurs de bataille japonais de la classe Kongō, et sans équivalents dans l'U.S. Navy. Or, si, depuis 1928, la Royal Navy a commencé à étudier les spécifications pour des navires dont elle souhaitait commencer la construction en 1931, le Royaume-Uni aurait souhaité, dans le cadre des négociations sur le désarmement engagées sous l'égide de la Société des Nations à partir de 1927, un durcissement des limites posées par le traité de Washington pour les cuirassés, aussi bien pour le calibre de l'artillerie principale que pour le déplacement maximal.
Mais la construction, pour le compte de la Reichsmarine allemande, du Deutschland, armé de six canons de 280 mm, et filant 26 nœuds, à partir de 1929, fait l'effet d'une bombe, dans les milieux maritimes. L'Allemagne n'était pas partie au traité de Washington, mais était soumise aux stipulations du traité de Versailles, qui lui interdisait de construire tout navire de plus de 10 000 tonnes, mais sans limitation de calibre de l'artillerie principale. Elle en a profité pour concevoir un « navire blindé » (en allemand Panzerschiff), en fait un croiseur-cuirassé, que le traité de 1922 avait cru bannir, et que la presse anglo-saxonne appellera « cuirassé de poche ». Il est plus puissamment armé que les croiseurs de 10 000 tonnes Washington, limités au calibre de 203 mm, tout en étant plus rapide que les cuirassés construits depuis 1922.
La mise en service des cuirassés de poche relançait l'intérêt pour les cuirassés rapides, alors que, vers 1925, il avait semblé établi que la technologie de la propulsion navale ne permettait pas de construire de tels bâtiments, dans la limite d'un déplacement de 35 000 tonnes et d'une artillerie du plus gros calibre, ce dont les cuirassés de la classe Nelson aurait été l'exemple le plus connu. On observera cependant que la Marine Impériale japonaise, sur le Nagato, qui avait un déplacement identique au HMS Nelson, et dans une coque de même longueur, avait réussi à installer une artillerie principale un peu plus lourde, et un peu moins puissante (quatre tourelles doubles au lieu de trois tourelles triples). Avec une puissance installée presque double (80 000 ch au lieu de 45 000), sa vitesse dépassait 25 nœuds, au prix d'une protection un peu plus faible, pour le blindage de ceinture, celui des tourelles, et le pont blindé,. Les caractéristiques de la classe Nelson résultaient donc de la volonté d'avoir les cuirassés les plus puissamment armés du monde (ils le resteront jusqu'à la mise en service de la classe Yamato), et protégés en conséquence, fût-ce au détriment de la vitesse.
Le traité naval de Londres de 1930 n'a, contrairement aux vœux du gouvernement du Royaume-Uni, rien modifié sur le plan qualitatif pour les cuirassés, mais a reporté au 31 décembre 1936 la date limite du moratoire pour la construction de nouveaux cuirassés. Les efforts britanniques en faveur de la limitation des armements navals ne se relâchèrent pas pour autant. Un accord bilatéral franco-italien, sous les auspices du Gouvernement de Londres, pour limiter à deux unités de 23 333 tonnes les nouvelles constructions de cuirassés des deux pays, jusqu'en 1936, fut très près d'aboutir au début de 1931. Soucieuse de ne pas laisser sans réponse la construction de navires de la classe Deutschland, la France va mettre sur cale, en 1932, le Dunkerque, navire de 26 500 tonnes, armé de huit canons de 330 mm, filant 29,5 nœuds (54,6 km/h),. Souvent qualifié de croiseur de bataille, en fait c'est un « "petit" cuirassé », qui a été conçu en fonction des capacités techniques des arsenaux français de l'époque, mais aussi dans le but de ne pas compromettre les tentatives de limitations des armements navals des Britanniques. Cette année-là, en effet, les discussions ont continué entre le Royaume-Uni et les États-Unis, sur les limites qui pourraient être appliquées aux cuirassés, en matière de déplacement et de calibre, 22 000 tonnes et 280 mm, selon les Britanniques et 25 000 tonnes et 305 mm selon les Américains.

### Le Royaume-Uni et la politique de désarmement naval de 1930 à 1937
Dans l'impossibilité de reprendre une politique de construction de cuirassés avant 1937, plusieurs marines vont engager ou accélérer une politique de refonte, voire de reconstruction de leurs cuirassés anciens. Trois des quatre unités de la classe Kongō avaient déjà été refondues au tournant des années 1920-1930. Elles ont bénéficié, y compris le Hiei cette fois, d'une véritable reconstruction dans la seconde moitié des années 1930. Les Italiens ont entamé, à partir d'octobre 1933, un programme de reconstruction, qui a concerné d'abord les cuirassés de la classe Conte di Cavour, qui avaient été désarmés en 1928, puis ceux de la classe Andrea Doria. La Royal Navy, enfin, a modernisé à partir de 1934, trois cuirassés de la classe Queen Elizabeth, puis le HMS Renown. Dans tous les cas, les appareils propulsifs ont été profondément modifiés, car la technologie a fait de gros progrès. Le nombre des chaudières s'est trouvé drastiquement réduit, les gains de place et de poids ont été considérables, et ont permis d'améliorer la protection, le plus souvent horizontale ou anti-sous-marine, et de renforcer la défense contre-avions. Mais ces transformations ont été très coûteuses, pour aboutir à des navires d'un déplacement d'environ 30 000 tonnes, avec une protection qui, à l'exception de la classe Queen Elizabeth, ne dépassait pas 250 mm en ceinture, donc incapables d'affronter les cuirassés lourds et lents construits au tout début des années 1920.
Au début de 1934, en Allemagne, la question s'est posée des caractéristiques des nouveaux navires, pour faire suite à la classe Deutschland, car il était clair que le Dunkerque surclassait nettement les « cuirassés de poche ». Le débat a eu lieu dans le plus grand secret, car il est apparu très vite que les stipulations du traité de Versailles ne seraient plus respectées. Les mises sur cale du Gneisenau et du Scharnhorst auront lieu en mars et en juin 1935, le déplacement annoncé étant de 26 500 tonnes, comme le Dunkerque, mais ils auront déplacé en réalité près de 32 000 tonnes, avec cependant une artillerie principale au calibre de 280 mm, pour complaire au Royaume-Uni, avec lequel le Troisième Reich allait signer le 18 juin 1935 un accord naval germano-britannique qui accordait à la Kriegsmarine un tonnage global égal à 35 % de celui de la Royal Navy pour les navires de surface. Ce fut le dernier résultat positif de la politique du Royaume-Uni, pour la limitation des armements navals.
Mais c'est à cause des Italiens que les choses vont être bouleversées : le Duce Benito Mussolini a annoncé, le 24 mai 1934, l'intention de l'Italie d'utiliser ses droits alloués par le Traité de Washington pour la construction de cuirassés, et il a été précisé, peu après, que ce seraient deux cuirassés de 35 000 tonnes, armés de canons de 381 mm (en). Le Dunkerque avait été conçu pour surclasser les navires de la classe Deutschland, mais sa protection devait lui permettre d'affronter aussi les cuirassés italiens anciens. De ce point de vue, les Italiens n'avaient pas tort de considérer que le nouveau cuirassé français rompait l'équilibre entre les flottes des deux nations en Méditerranée occidentale. Mais le choix du déplacement maximal autorisé et du calibre de l'artillerie pour leurs nouveaux cuirassés répondait, du côté italien, au désir de pouvoir aussi contrer les cuirassés de la Mediterranean Fleet britannique,. La réponse française ne se fit pas attendre, un second navire de la classe Dunkerque, le Strasbourg déjà inscrit au budget de 1934, est commandé un mois plus tard, vu l'urgence, en décidant aussitôt d'accroître son blindage de ceinture de 225 mm à 283 mm. Les caractéristiques générales d'un cuirassé de 35 000 tonnes sont également arrêtées.
Mise devant le fait accompli de l'annulation de facto des clauses navales du Traité de Versailles, la France va mettre sur cale, en octobre 1935, le Richelieu armé de canons de 380 mm, sans respecter la date du 31 décembre 1936, pour dépasser la limite globale de 70 000 tonnes de constructions nouvelles de cuirassés, qui lui avait été accordée. En Allemagne, on procéda, également très rapidement, à la mise sur cale d'un cuirassé déclaré pour 35 000 tonnes, le Bismarck, armé lui aussi de canons de 380 mm.
Avec la mise sur cale dans trois pays, entre août 1934 et décembre 1935, de sept cuirassés dont quatre déplaçant 35 000 tonnes dans une période où la construction de cuirassés est censée être suspendue, les politiques de réarmement naval sont enclenchées en Europe, alors que se réunit la deuxième conférence de désarmement naval de Londres, le 9 décembre 1935. Le second traité naval de Londres n'est signé, le 24 mars 1936, que par le Royaume-Uni, les États-Unis d'Amérique, et la France, et les principales stipulations concernant les cuirassés sont d'une part le maintien du déplacement maximal à 35 000 tonnes anglaises de 1 016 kg (soit 35 560 tonnes métriques) et d'autre part l'abaissement du calibre maximal de l'artillerie principale de 16 pouces (406 mm) à 14 pouces (356 mm), à la condition que ce soit accepté par toutes les parties signataires du traité de Washington de 1922. Or le Japon avait quitté la conférence le 15 janvier 1936, et l'Italie avait refusé de signer le traité, pour protester contre l'attitude, qu'elle jugeait hostile, de la Société des Nations, à la suite de son invasion de l'Abyssinie. Ces deux nations avaient jusqu'au 1er avril 1937 pour accepter cette clause.
En octobre 1936, aux États-Unis, dans le cadre du Vinson-Trammel Act, adopté en mars 1934, qui avait fixé un premier cadre pour une reprise des constructions navales, ce sont deux cuirassés armés de trois tourelles quadruples de 356 mm/50 Mark B qui sont proposés. En Europe, ce sont deux nouveaux cuirassés, sister-ships de ceux construits en 1935, qui sont mis sur cale, le Tirpitz en Allemagne, en novembre, le Jean Bart en France, en décembre.

## Caractéristiques
Du côté britannique, la planification de nouveaux navires a débuté en 1935, en s'appuyant sur les travaux de conception précédents. Le déplacement retenu, 35 000 tW, a été conforme aux limites des traités en vigueur, et l'idée de la transgression de cette limite est, pour le Royaume-Uni, simplement inconcevable, ce qui n'est le cas ni en Allemagne ni en Italie. Plusieurs esquisses ont été proposées pour des navires filant 27 nœuds en pleine puissance, et il avait été estimé qu'une bataille se déroulerait entre 12 et 16 kilomètres de distance. Le blindage et la protection contre les torpilles devaient être plus importants que sur la classe précédente de cuirassés de la Royal Navy.
Pour l'armement principal, l'industrie d'armement britannique a l'expérience de plusieurs canons au calibre de 14 pouces (356 mm), qui ont été utilisés pour des navires qui avaient été commandés par des marines étrangères, chilienne, ou japonaise, voire d'un canon de fabrication américaine utilisé sur des monitors britanniques. Le développement d'un nouveau canon de 15 pouces, qui aurait été installé dans trois tourelles triples, disposition qui sera adoptée sur les cuirassés américains ou la classe Lion, est cependant examiné.
Mais le Gouvernement du Royaume-Uni, dont on a vu plus haut l'engagement dans les politiques de désarmement naval, et notamment pour la réduction du calibre de l'artillerie principale des cuirassés, ne pouvait pas prendre une position qui ne fût pas en accord avec celle qu'il aura à défendre à la conférence du désarmement naval de Londres, à la fin de 1935. Ce fut donc l'étude d'un canon de 356 mm qui a été seule poursuivie. Mais, pour ne pas devoir différer l'achèvement, prévu pour la fin de 1940, des deux premières unités qui devaient être mises sur cale le 1er janvier 1937, la commande de l'armement principal a été passée sans plus attendre. Elle le fut en mars 1936 pour trois tourelles quadruples de 356 mm destinées au cuirassé HMS King George V, alors que pesait une forte incertitude sur la pérennité de la limitation du calibre à 356 mm puisqu'elle dépendait d'une éventuelle acceptation de cette limite par le Japon et l'Italie.
Ce choix qui intervint alors que l'on savait que les autres puissances européennes avaient retenu le calibre de 380 mm (ou 381 mm) ne fit pas l'unanimité, et Winston Churchill a exprimé son incompréhension, dans une lettre du 1er août 1936 au Premier Lord de l'Amirauté, Sir Samuel Hoare, invoquant "le vieux Fisher qui avait coutume de dire : « La Marine britannique voyage toujours en première classe »". Cette faiblesse est un reproche essentiel fait à la classe King George V. On observera cependant que si un obus de perforation de 356 mm pesait 708 kg, alors qu'un obus de 381 mm en pesait 879, la bordée de 12 obus de 356 mm aurait pesé 8 496 kg, pour 7 911 kg pour une bordée de neuf obus de 381 mm. Mais la nécessité d'accroître le blindage conduit très vite à la substitution d'une tourelle double à la tourelle quadruple superposée, à l'avant, qui permet d'augmenter le blindage de quelque 600 tonnes, mais ce qui réduit le poids de la bordée à environ 7 200 kg soit l'équivalent du poids de la bordée du Richelieu, et 900 kg de moins que celle de la classe Littorio.

### Protection

#### Blindage

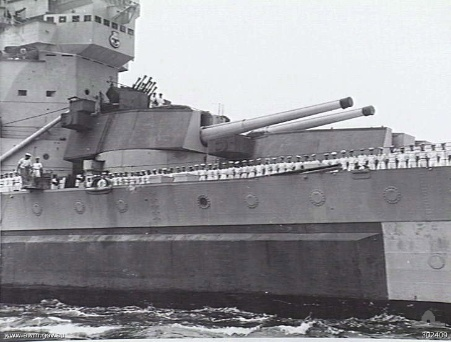
Blindage visible ici sur la coque du HMS Howe.

Si les canons de la classe King George V n'étaient pas les plus puissants, le blindage en revanche était parmi les plus épais. Il avait été conçu en tenant compte de l'expérience de la Royal Navy durant la Première Guerre mondiale, mais aussi à partir de tests grandeur nature entre les deux guerres. La priorité a été mise sur la protection des magasins, en les plaçant aux niveaux les plus bas du navire et leur offrant un blindage épais.
La ceinture blindée, verticale et fixée sur la coque, et non plus interne et inclinée comme sur la classe Nelson, s'étendait des tourelles avant à la tourelle arrière, sur 136 m, soit une quinzaine de mètres de plus que sur la classe Nelson. Elle avait 356 mm d'épaisseur dans sa partie haute, là où elle atteignait le pont principal qui faisait office de pont blindé supérieur et portait un blindage de 127 mm. L'épaisseur de la ceinture et du pont blindé supérieur était accrue de 25 mm, et atteignait respectivement 381 mm et 152 mm, sur les côtés et au-dessus des magasins des tourelles avant et arrière. Comme sur les cuirassés américains, un blindage pare-éclats était en place sur le pont supérieur. La protection horizontale sur les magasins comportait ainsi trois couches d'une épaisseur totale de 9,13 pouces (232 mm) : un blindage pare-éclats de 1,25 pouce (32 mm) d'acier, le pont principal blindé avec une épaisseur de 5,88 pouces (149 mm) d'acier et, au-dessus des magasins à obus, un autre blindage de 1,5 pouce (38 mm). Les poudrières sont placées sous les magasins à obus, ajoutant une protection supplémentaire. Cette pratique a commencé sur les cuirassés de la classe Nelson.
La protection de l'artillerie était assurée pour l'artillerie principale par un blindage de 324 mm sur la face avant, de 224 mm sur l'avant des côtés, de 174 mm sur l'arrière des côtés et sur l'arrière de la tourelle, et de 149 mm sur le toit.
Cependant, sur ces bâtiments, le choix a été fait de supprimer le blindage important que les autres marines consacraient au blindage du château, et le très important bloc passerelle surnommé « le Château de la Reine Anne » n'a reçu qu'un blindage pare-éclats. Sur le HMS Prince of Wales, au cours de la bataille du détroit du Danemark, l'état-major du bâtiment présent sur la passerelle de navigation a été décimé par un obus du Bismarck, auquel ne réchappa que le Commandant Leach.

### Armement

#### Artillerie principale
Le canon de 356 mm utilisé sur la classe King George V était une arme nouvelle pour la Royal Navy qui n'a utilisé, sous son pavillon, au XXe siècle, que des canons de ce calibre de fabrication américaine sur des monitors, et le canon de 356 mm/45 calibres, fabriqué par Elswick, pour le cuirassé chilien Almirante Latorre, réquisitionné en 1914 qui a servi pendant la Première Guerre Mondiale, sous le nom de HMS Canada.
Ce canon pesait environ 79 tonnes (alors que les canons de 380-381 mm pesaient environ 100-110 tonnes), il tirait des obus de pénétration ou des obus explosifs de 721 kg, à la cadence de 2 coups par minute. Avec une vitesse initiale de 757 m/s, la portée maximale était de 35 000 mètres, à une élévation de 40° et, aux distances de combat de la Seconde Guerre Mondiale, il était censé percer, à 23 000 mètres, un blindage vertical de 241 mm, et un blindage horizontal de 100 mm, à 16 000 mètres un blindage horizontal de 300 mm, et un blindage vertical de 400 mm à 9 000 mètres.
Les tourelles quadruples pesaient 1 550 tonnes, soit un poids intermédiaire entre les 1 497 tonnes des tourelles quadruples de 330 mm du Dunkerque et les 1 600 tonnes des tourelles triples de la classe Littorio. Les tourelles doubles pesaient 900 tonnes, soit 200 tonnes de moins que les tourelles doubles de 381 mm. Les canons étaient montés sur des berceaux individuels, et il n'y avait pas de cloison blindée entre les canons, alors que les tourelles quadruples françaises étaient séparées par une cloison blindée de 25 à 45 mm en deux demi-tourelles avec deux canons sur un berceau commun. L'entraxe des canons était de 2,44 m pour les tourelles doubles comme pour les tourelles quadruples (il était de 1,95 m entre les canons d'une même demi-tourelle et de 2,95 m entre les canons centraux d'une tourelle sur le Richelieu). La vitesse maximale de rotation des tourelles était de 2°/s, et la vitesse d'élévation des pièces de 8°/s.
En service, les tourelles quadruples s'avérèrent moins fiables qu'espéré. Construites de façon hâtive en temps de guerre, elles ont un jeu insuffisant entre les parties mobile et fixe, le peu d’exercice réalisé avec ce gros calibre, ainsi que les difficultés pour recharger depuis les soutes, tout cela conduit à des problèmes lors d'utilisations prolongées. L'amélioration des jeux et des liaisons mécaniques, et une meilleure formation, conduisent à une plus grande fiabilité avec ces tourelles quadruples, mais elles sont restées controversées.

#### Artillerie secondaire

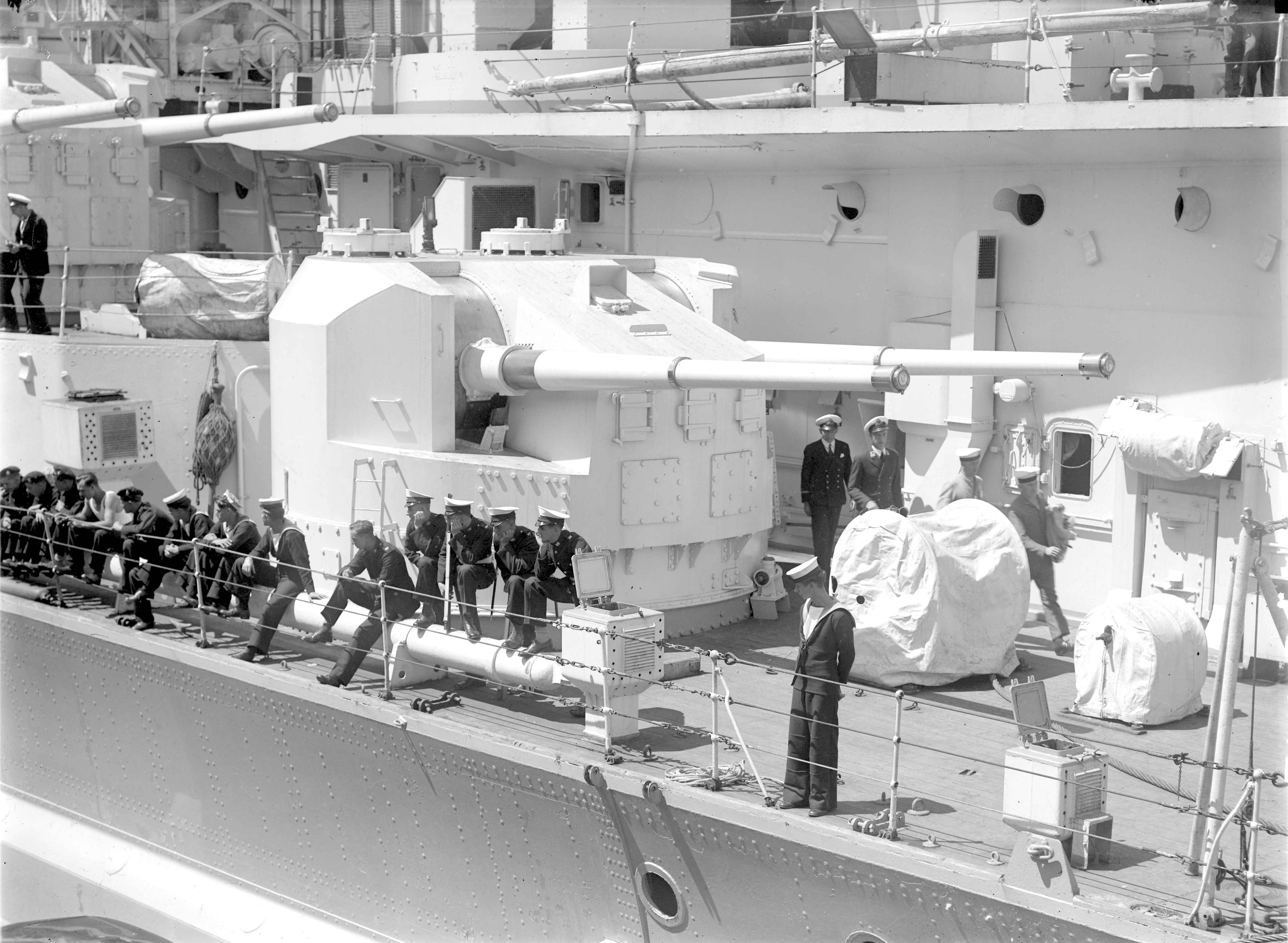
Batterie secondaire sur le HMS King George V, un canon double de 5.25 pouces.

Le choix du canon de 5,25 pouces (133,35 mm) à double usage (anti navire et anti-aérien à longue portée) était le résultat de la recherche d'une économie de poids, qui avait été initiée par les Français sur la classe Dunkerque, avec une artillerie secondaire de cinq tourelles de 130 mm (trois quadruples à l'arrière et deux doubles latérales), à double usage.
Ce canon tirait des obus semi-perforants ou explosifs de 36,3 kg, avec une vitesse initiale de 792 m/s. La portée maximale était de 21 400 m, en tir anti navire, avec une élévation de 45°, et un plafond de 14 200 m, en tir contre-avions, avec une élévation de 70°. La vitesse de rotation des tourelles et la vitesse d'élévation des pièces étaient de 10°/s. Mais, comme les canons de 130 mm à double usage de la classe Dunkerque, ces canons ont été jugés trop légers en tir anti navires et trop lents pour la Défense Contre Avions.
Le RN Gunnery Pocket Book indique en 1945 que « La cadence de tir devrait être de 10 à 12 coups par minute. ». L'expérience du temps de guerre a montré que, dans sa version initiale, ce système d'arme demandait une manipulation humaine des obus, dans un espace restreint. Or, le poids maximum que les équipages peuvent manipuler étant d'environ 80 à 90 livres (36 à 41 kg) et le poids des obus de ces canons étant de 36,3 kg, on obtient une cadence de 7 à 8 coups par minute au lieu des 10 à 12. En dépit de ces insuffisances, le Prince of Wales est crédité de plusieurs coups au but durant l'opération Halberd, en Méditerranée, à l'automne 1941. Il a endommagé 10 de 16 bombardiers de deux formations.
Mais il apparaît aussi que l'élévation maximale des pièces à 70° est insuffisante, que la vitesse maximale d'élévation des pièces ne permet pas de suivre un objectif rapide et que ces pièces sont inadaptées pour un engagement face à des avions rapides tels que des bombardiers en piqué. Enfin, lors du combat final du HMS Prince of Wales, alors que le bâtiment prend de la gîte, il n'est pas possible de suppléer à bras d'homme la puissance électrique défaillante pour pointer les pièces et faire face aux attaques massives d'avions torpilleurs japonais.
De premières améliorations seront apportées, notamment avec une motorisation accrue, dès la construction des dernières unités de la série. Mais les résultats ne seront jugés vraiment satisfaisants qu'avec les canons de deuxième génération RP 10 et surtout RP10 Mk II installés sur le HMS Anson, avec des vitesses de suivi et de montée de 20 degrés par seconde, couplés au système de contrôle de tir antiaérien HACS (High Angle Control System) et au système de contrôle de tir de surface Admiralty Fire Control Table (en).

#### Artillerie anti-aérienne
Pour la défense antiaérienne, ces navires sont construits avec des canons de marine à tir rapide de 2 livres, au calibre de 40 mm, en affûts quadruples et octuples, ainsi qu'avec des batteries Z. À cela sont rajoutés des canons de 20 mm Oerlikon et des 40 mm canons Bofors.
Les QF 2 pounder ont un système de contrôle de tir qui est séparé des canons eux-mêmes, ceux-ci générant de fortes vibrations et de grandes quantités de fumée. Ils sont améliorés par la suite, avec réglage électrique et radar pour améliorer les performances.
Les batteries Z s'avèrent largement inefficaces et sont enlevées au cours de la guerre.
À la fin de la guerre, les défenses antiaériennes ont plus de 50 unités de 20 mm, 8 unités de 40 mm et 88 canons QF 2 pounder. L’Anson est équipé de 65 20 mm Oerlikon, six QF 2 pounder quadruples et six QF 2 pounder octuples.

### Propulsion
Les navires de cette classe sont les premiers cuirassés britanniques à alterner chaudières et moteurs dans la salle des machines. Cela réduit la probabilité qu'un seul coup entraîne la perte de toute la propulsion. La machinerie est constituée de 4 moteurs (turbines) et 4 chaudières. La puissance totale de la machinerie est de 110 000 cheval-vapeur à 230 tours par minute, pour une pression de 28 bar et une température de 371 °C. La machinerie est étudiée pour pouvoir fonctionner en surcharge et délivrer 125 000 cheval-vapeur ; pendant la bataille contre le Bismarck le Prince of Wales délivra entre 128 000 et 134 000 cheval-vapeur. Les chaudières montées sur cette classe ont une efficacité et une puissance similaires à celles montées sur le HMS Warspite lors de sa rénovation de 1937 ; avec une consommation spécifique de carburant de 0,748 livre par cheval-vapeur. Cependant, après 1942, la Royal Navy est contrainte d'utiliser des carburants à viscosité considérablement plus élevée et avec un teneur en eau supérieure. La mauvaise qualité du carburant pétrole conjuguée à la contamination par l'eau de mer réduit l'efficacité de la machinerie et accroît la maintenance nécessaire. En 1944, la consommation spécifique de carburant à pleine puissance a augmenté à 0,8 livre par cheval-vapeur. L'entretien des chaudières est aussi plus difficile. L'Amirauté, consciente de ce problème, étudie la conception de nouveaux types d'injecteurs et de brûleurs qui pourraient permettre d'augmenter l'efficacité des machines avec le carburant disponible. Peu après, le Duke of York et le Anson sont ainsi équipés, leurs chaudières retrouvent un plein rendement. Ces injecteurs et brûleurs sont aussi installés sur le HMS Vanguard, afin que celui-ci atteigne une consommation spécifique de carburant à pleine puissance de 0,63 livre par cheval-vapeur tout en utilisant les mêmes température et pression que pour la classe King George V.

## Navires
| Navire              | Pennant number | Origine du nom               | Chantier de construction        | Commande         | Début de construction | Lancement       | En service       | Fin                                                    | Photo |
| ------------------- | -------------- | ---------------------------- | ------------------------------- | ---------------- | --------------------- | --------------- | ---------------- | ------------------------------------------------------ | ----- |
| HMS King George V   | 41             | George V, Roi de 1911 à 1936 | Vickers-Armstrong               |                  | 1er janvier 1937      | 21 février 1939 | 11 décembre 1940 | Démoli en 1957                                         |       |
| HMS Prince of Wales | 53             | Prince de Galles             | Cammell Laird, Birkenhead       | 29 juillet 1936  | 1er janvier 1937      | 3 mai 1939      | 31 mars 1941     | Coulé le 10 décembre 1941, en mer de Chine méridionale |       |
| HMS Duke of York    | 17             | Duc d'York                   | John Brown & Company, Clydebank | 16 novembre 1936 | 5 mai 1937            | 28 février 1940 | 4 novembre 1941  | Démoli en 1957                                         |       |
| HMS Anson           | 79             | Lord Anson (1697-1762)       | Swan Hunter                     |                  | 20 juillet 1937       | 24 février 1940 | 22 juin 1942     | Démoli en 1957                                         |       |
| HMS Howe            | 32             | Lord Howe (1726-1799)        | Fairfields                      | 28 avril 1937    | 1er juin 1937         | 9 avril 1940    | 29 août 1942     | Démoli en 1958                                         |       |